# Hoplolabis multiserrata
Hoplolabis multiserrata är en tvåvingeart som först beskrevs av Alexander 1957.  Hoplolabis multiserrata ingår i släktet Hoplolabis och familjen småharkrankar. Inga underarter finns listade i Catalogue of Life.